# Arumuganeri
Arumuganeri là một thị xã panchayat của quận Toothukudi thuộc bang Tamil Nadu, Ấn Độ.

## Địa lý
Arumuganeri có vị trí 8°34′B 78°07′Đ / 8,57°B 78,12°Đ Nó có độ cao trung bình là 6 mét (19 foot).

## Nhân khẩu
Theo điều tra dân số năm 2001 của Ấn Độ, Arumuganeri có dân số 24.801 người. Phái nam chiếm 47% tổng số dân và phái nữ chiếm 53%. Arumuganeri có tỷ lệ 78% biết đọc biết viết, cao hơn tỷ lệ trung bình toàn quốc là 59,5%: tỷ lệ cho phái nam là 81%, và tỷ lệ cho phái nữ là 75%. Tại Arumuganeri, 11% dân số nhỏ hơn 6 tuổi.